# Sipyloidea eurynome
Sipyloidea eurynome är en insektsart som först beskrevs av Carl Stål 1877.  Sipyloidea eurynome ingår i släktet Sipyloidea och familjen Diapheromeridae. Inga underarter finns listade i Catalogue of Life.